# Ellen Isham Schutt
Ellen Isham Schutt (15 de abril de 1873 - 5 de diciembre de 1955) fue una ilustradora botánica estadounidense de principios del siglo XX para el Departamento de Agricultura de EE. UU. Su trabajo ahora forma parte de la Colección de acuarelas pomológicas de la Biblioteca Nacional de Agricultura del USDA.

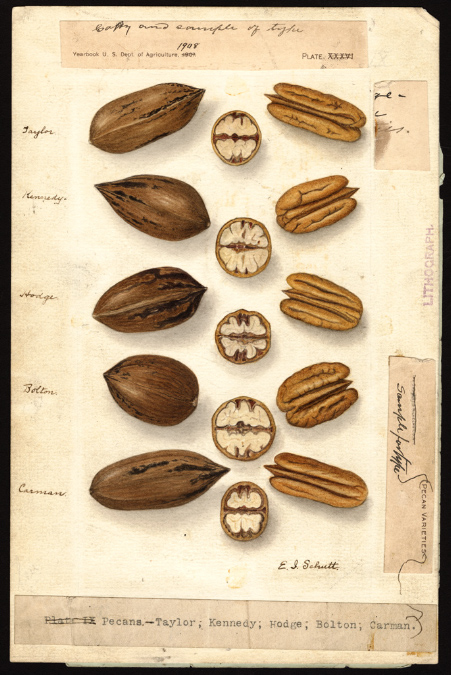
Acuarela de pecanas (Carya illinoinensis) por Ellen Isham Schutt ca. 1904–14. Las variedades que se muestran incluyen Taylor, Kennedy, Hodge, Bolton y Carman.

## Biografía
Ellen Isham Schutt nació el 15 de abril de 1873 en la finca Oak Grove en Arlington, Virginia, hija de Francis Granger Schutt (comerciante de ascendencia neerlandesa) y Emily Elizabeth Thomas Schutt (de soltera Wallis). Era una de siete hijos, con dos hermanos (Francis y Wallis) y cuatro hermanas (Blanch, Elizabeth, Stella y Mary). Se criaron en lo que ahora es Cherrydale, Virginia, donde su padre había comprado tierras después de la Guerra Civil.  El padre de Ellen eventualmente adquirió casi 300 acres en el área y ahora es considerado uno de los padres de la moderna Cherrydale.
En 1906, construyó una importante casa neoclásica en Cherrydale que se conocía como "Ellenwood". Fue construida íntegramente de hormigón como protección contra incendios, y se dice que fue la primera vivienda de la zona en tener electricidad.
Ella y su madre estaban interesadas en la genealogía y juntas crearon numerosos árboles genealógicos inéditos y otros registros relacionados con la familia Wallis que luego se archivaron en la Sociedad Histórica de Maryland.  En 1914, Ellen fue secretaria de actas del capítulo de Virginia de las Daughters of the American Revolution.
En 1914, el año en que murió su padre, se casó con Walter David Blackburn en Florida. Este matrimonio no duró y en 1917 se casó con su primo hermano, Thomas Smythe Wallis (1876-1949), en Virginia.
Schuetz murió el 5 de diciembre de 1955 en Falls Church, Virginia, y está enterrada en el cementerio de Columbia Gardens en Arlington.

## Carrera profesional

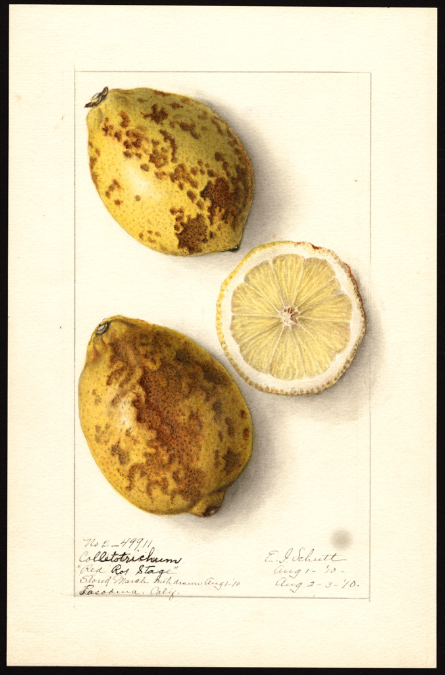
Acuarela de limones (Citrus limon) de Ellen Isham Schutt, 1910, que muestra la podredumbre roja provocada por cinco meses de almacenamiento en frío.

Schutt trabajó para el Departamento de Agricultura de los Estados Unidos entre 1904 y 1914, como parte de un cuadro selecto de ilustradores que incluía a Deborah Griscom Passmore, Amanda Newton, Royal Charles Steadman, J. Marion Shull y Elsie Lower. Durante este período, pintó más de 700 acuarelas de frutas y nueces para el USDA.  Sus temas iban desde lo común (manzanas, nueces de nogal) hasta lo entonces exótico (bael, chirimoya, anacardos), y bastantes muestran daños en la fruta por moho, insectos y otras causas. Su estilo preciso y algo seco dio como resultado acuarelas que a veces parecen más dibujos que pinturas. Ella firmaba sus acuarelas para la USDA como 'E.I. Schutt'. También hizo modelos de algunas frutas como manzanas y peras en cera para demostrar los efectos del almacenamiento prolongado y el envasado en la fruta. Ella contribuyó con algunos dibujos de especímenes de plantas recolectados en México al trabajo de Britton y Rose sobre cactus. 
A partir de 1911, la Universidad de California le encargó a Schutt que pintara acuarelas de manzanas cultivadas localmente y que mostraran daños por condiciones que iban desde daños por enfermedades e insectos hasta daños por almacenamiento. Un erudito argumenta que esta serie de imágenes "hiperrealistas" equivale a una representación implícita de la idea de una manzana perfecta o normal, una visión adecuada para las aspiraciones de la época de controlar las fuerzas naturales, como la descomposición.  La serie completa de 286 acuarelas pintadas entre 1911 y 1915 está en manos de la Universidad de California, Davis.